# 티부르티나역
티부르티나역(이탈리아어: Tiburtina)은 로마 지하철 B선의 역이다. 1990년 12월 8일 영업을 시작했으며, 트레니탈리아가 운영하는 FR1, FR2를 탈 수 있는 로마 티부르티나 역의 지하에 위치해 있다.

## 시설
이 역에는 다음과 같은 시설이 있다.
- 130대 주차 가능한 파크 앤드 라이드 시설이 피에트로 레레미타 가에 위치해 있다.
- 장애인 전용 승차시설
- 엘레베이터
- 에스컬레이터
- 매표소
- 유인 매표소
- 가판대
- 화장실
- 바
- 스낵 및 음료 자판기
- 역 감시카메라 (CCTV)

## 역 주변
- 로마 라 사피엔차 대학교
- 캄포 베라노
- 산 로렌초 푸오리 레 무라 성당
- 산로렌초 구